# Стерлибашевское медресе
Стерлиба́шевское медресе́ — медресе, действовавшее в селе Стерлибаш Уфимской губернии (ныне в Стерлибашевском районе Башкортостана) при местной мечети. Открыто в 1720 году. В последующем находилось в ведении Оренбургского магометанского духовного собрания. Закрыто в 1919 году.

## Обучение
Учебный курс включал мусульмальскую догматику, право, логику, арабский язык и другие предметы и занимал 6-10 лет. В XIX веке при мударрисах Нигматулле бин Биктимер бин Тукай аль-Стерли (1772—1844) и его сыновьях Мухаммадхарисе (1810—1870) и Мухаммадхаррасе (1814—1871), воспитанниках бухарских медресе, учениках и сторонниках Габденнасыра Курсави и Шигабутдина Марджани, медресе превратилось в крупное духовное учебное заведение. Были выстроены новые здания — к середине 1860-х годов их число достигло 25. Привлекались талантливые духовные педагоги, такие как Шамсетдин Заки. Риза Фахретдин сообщал, что «при Нигматулле мударрисе Стерлибашевское медресе превратилось в „высшее учебное заведение“».
В пореформенный период медресе сохраняет свои традиции и популярность. В учебный процесс вводятся новшества в духе джадидизма, новые предметы: русский язык, география, история, арифметика, естествознание. В начале 1800-х число шакирдов достигло 200, а в 1860—1870-е — 500—600. Среди преподавателей и студентов — Габдрахим Утыз Имяни, Салават Юлаев, Хибатулла Салихов, Мирсалих Бекчурин (Бикчурин, Биксурин), Мифтахетдин Акмулла, Гали Чокрый (Сокорой), Чокан Валиханов, Гали Рафики, Тухват Янаби, члены Российской государственной Думы М.-Ш.Тукаев, Шарафутдин Махмудов и другие.
В 1917 году библиотека при медресе насчитывала 65 тысяч томов.

## Источник
- Фархшатов М. Н. Медресе д.Стерлибаш.// Башкортостан: краткая энциклопедия. — Уфа: Башкирская энциклопедия, 1996. — С. 391. — 672 с. — ISBN 5-88185-001-7.